# Zach Holmes
Zacharias Holmes (Valparaíso, Indiana; 11 de septiembre de 1991), más conocido como Zach Holmes o por su apodo Zackass, es un actor de acrobacias y personalidad de televisión estadounidense. Es conocido por ser el cocreador y estrella de Too Stupid to Die de MTV y por ser miembro de Jackass en Jackass Forever (2022).

## Carrera
Holmes comenzó su carrera subiendo vídeos de acrobacias a YouTube. Algunas de estas acrobacias incluyeron electrocutarse los labios con dos pistolas eléctricas, disparar una bengala a su propia entrepierna con una pistola de bengalas y usar un chaleco de petardos y encenderlo. Algunos de sus videos se volvieron virales, pero después de ser expulsado de YouTube tres veces, decidió subir sus acrobacias a su cuenta de Instagram.
Sus videos comenzaron a ganar mucho reconocimiento nuevamente e incluso hizo algunas acrobacias con las estrellas de Jackass Steve-O y Bam Margera. Después de que los directores ejecutivos de la productora de videos Gunpowder & Sky, Jude Harris y Van Toffler, vieron las acrobacias que hizo Holmes, quisieron hacer un programa de televisión al respecto, lo que llevó a la creación de Too Stupid to Die (2018), con el exintegrante del equipo de Jackass y CKY Chris Raab, como director de fotografía.
Después de que el programa terminara en 2018, Holmes continuó subiendo más acrobacias a su cuenta de Instagram, lo que llamó la atención de las estrellas de Jackass, quienes luego lo pusieron en Jackass Forever (2022). Desde 2021, presenta una serie web llamada Fail News en Snapchat con Rachel Wolfson, quien también se incorporó como nueva integrante en Jackass Forever, y Chad Tepper, quien fue coprotagonista de Too Stupid to Die. En 2022, Holmes presentó un podcast titulado What The Fudge? junto con Vinny Imperati. Actualmente presenta un podcast titulado Maximum Zach.

## Filmografía

### Televisión
| Año  | Título                 | Papel    | Notas                                     |
| ---- | ---------------------- | -------- | ----------------------------------------- |
| 2017 | Tosh.0                 | Él mismo | Episodio 9.1                              |
| 2018 | MTV Movie & TV Awards  | Él mismo | Participación especial                    |
| 2018 | MTV Video Music Awards | Él mismo | Participación especial                    |
| 2018 | Too Stupid to Die      | Él mismo | 8 episodios Cocreador Productor ejecutivo |
| 2018 | Ridiculousness         | Él mismo | Episodio 12.7                             |
| 2019 | How Far Is Tattoo Far? | Él mismo | Episodio 2.19                             |
| 2021 | WWE SmackDown          | Él mismo | Episodio 24.10 Participación especial     |
| 2022 | UFC 270                | Él mismo | Miembro de audiencia                      |
| 2022 | The Wrld on GCW        | Él mismo | Participación especial                    |
| 2022 | Your Pranks, Our Show  | Él mismo | Escritor Cocreador                        |
| 2022 | Jackass Shark Week 2.0 | Él mismo | Especial de televisión                    |
| 2022 | Celebrity Family Feud  | Él mismo | Participante Episodio 9.11                |
| 2023 | The Eric Andre Show    |          | Consultante creativo (2 episodios)        |

### Cine
| Año  | Título          | Papel                    | Notas                     |
| ---- | --------------- | ------------------------ | ------------------------- |
| 2021 | Don't Look Up   | #LaunchChallenge MeTuber | Sin acreditar             |
| 2022 | Jackass Forever | Él mismo                 | Nuevo integrante Escritor |
| 2022 | Jackass 4.5     | Él mismo                 | Escritor                  |

### Internet
| Año        | Título                  | Papel    | Notas                       |
| ---------- | ----------------------- | -------- | --------------------------- |
| 2018       | Fear Pong               | Él mismo | 1 episodio                  |
| 2019       | Bathroom Break Podcast  | Él mismo | 1 episodio                  |
| 2021-      | Fail News               | Él mismo | Anfitrión Cocreador         |
| 2021- 2022 | Tales From the Trip     | Él mismo | 2 episodios                 |
| 2022       | What The Fudge?         | Él mismo | Anfitrión Cocreador Pódcast |
| 2022       | Howie Mandel Does Stuff | Él mismo | 1 episodio Pódcast          |
| 2022       | Steve-O's Wild Ride!    | Él mismo | 1 episodio Pódcast          |
| 2022       | Super Mega Cast         | Él mismo | 1 episodio Pódcast          |
| 2023       | The Shittiest Podcast   | Él mismo | 1 episodio                  |
| 2023-      | Maximum Zach            | Él mismo | Anfitrión Creador Pódcast   |